# خانه‌ای مثل شهر
خانه‌ای مثل شهر فیلمی به کارگردانی حجت‌الله سیفی و نویسندگی عبداله اسفندیاری ساختهٔ سال ۱۳۶۶ است.

## داستان
در شبی زمستانی خانواده سیدحمزه که در حومه شهر آمل زندگی می‌کنند، صدای تیراندازی می‌شنوند. روز بعد پدر به شهر می‌رود و متوجه می‌شود که یک گروه سیاسی مسلح از جنگل به شهر هجوم آورده و پس از مقاومت نیروهای مسلح و مردم متفرق شده‌اند و…

## بازیگران
- حسین خانی‌بیک
- رضا آقاربی
- روح‌انگیز مهتدی
- اسماعیل علیپور
- فریبا شمس
- رحیم عرب‌امینی
- شیرین گلکار
- محمد جاهدنیکو
- مهدی عابدی
- رحیم شاه مرادخانی
- زهره امیری
- عباس مظفری
- غلامرضا اصانلو
- غلامرضا رضوی
- نوید نوذری
- محمدتقی شریفی‌نوری